# Ruggieri
De familie Ruggieri was een 17e- en 18e-eeuwse Italiaanse familie van vioolbouwers in Cremona. Ze werden opgeleid in de school van Amati.
De bekendste leden van deze familie zijn:
- Francesco Ruggieri (circa 1630–1698), pater familias
- Giovanni Battista Ruggieri (1653–1711), oudste zoon van Francesco Ruggieri
- Giacinto Ruggieri (1661–1697), tweede zoon van Francesco Ruggieri
- Vincenzo Ruggieri (1663–1719), derde zoon van Francesco Ruggieri
- Antonio Ruggieri, zoon van Giacinto Ruggieri